# Акшинське сільське поселення
Акши́нське сільське поселення (рос. Акшинское сельское поселение) — сільське поселення у складі Акшинського району Забайкальського краю Росії.
Адміністративний центр та єдиний населений пункт — село Акша.

## Населення
Населення сільського поселення становить 3367 осіб (2019; 3941 у 2010, 4129 у 2002).